# Rhombocoleites adumbratus
Rhombocoleites adumbratus is een keversoort uit de familie Rhombocoleidae. De wetenschappelijke naam van de soort is voor het eerst geldig gepubliceerd in 1969 door Ponomarenko.